# شينيغامي (بليتش)

رمز جوتيجوسانتس في مانغا بليتش

الشينيغامي هم آلهة الموت في سلسلة بليتش من قصص الأنمي و المانغا، ومهمتهم الحفاظ على دورة الأرواح بين العالم الحقيقي ومجتمع الأرواح (سول سوسايتي)، وحماية الأرواح التي لم تذهب إلى سول سوسايتي مباشرة من الهولو الذي يأكل الأرواح، وإرسالها إلى سول سوسايتي بواسطة عملية دفن الروح.

## أساليب القتال
في سبيل محاربة الهولو، يستخدم الشينيغامي الزمباكتو (قاتل الروح) وهو سيف يعيش به كائن يساعد الشينيغامي على القتال، وله ثلاثة مراحل للإطلاق.
كذلك يستخدم الشينيغامي أربعة أساليب للقتال من أجل محاربة الهولو وحماية العالم الحقيقي والسول سوسايتي.
أحيانا يكون الشينيغامي روحاً عادية من منطقة الريكونغاي اكتسبت بشكل أو بآخر طاقة روحية كبيرة، فيتقدم لمعهد الشينيغامي ليتعلم كيف يستخدم طاقته الروحية، وإذا اجتاز الاختبارات يصبح شينيغامي ويذهب لمقر الأرواح النقية (سيريتى).